# (15201) 1976 UY
(15201) 1976 UY est un astéroïde de la ceinture principale d'astéroïdes de 4,996 km de diamètre découvert en 1976.

## Description
(15201) 1976 UY a été découvert le 31 octobre 1976 à l'observatoire de La Silla, au Chili, par Richard M. West.

### Caractéristiques orbitales
L'orbite de cet astéroïde est caractérisée par un demi-grand axe de 2,64 UA, un périhélie de 2,08 UA, une excentricité de 0,21 et une inclinaison de 11,18° par rapport à l'écliptique. Du fait de ces caractéristiques, à savoir un demi-grand axe compris entre 2 et 3,2 UA et un périhélie supérieur à 1,666 UA, il est classé, selon la JPL Small-Body Database, comme objet de la ceinture principale d'astéroïdes.

### Caractéristiques physiques
(15201) 1976 UY a une magnitude absolue (H) de 13,8 et un albédo estimé à 0,267, ce qui permet de calculer un diamètre de 4,996 km.Ces résultats ont été obtenus grâce aux observations du Wide-Field Infrared Survey Explorer (WISE), un télescope spatial américain mis en orbite en 2009 et observant l'ensemble du ciel dans l'infrarouge, et publiés en 2015 dans un article présentant les résultats concernant 7 956 astéroïdes.